# 조천 (하천)
조천(鳥川)은 세종특별자치시 전의면에서 발원하여 전동면으로 흘러, 조치원읍과 충청북도 청주시 흥덕구 오송읍과 경계를 이루는 하천이다. 세종특별자치시의 지방 1급하천이며, 미호강의 주요 지류이다. 제주시 조천읍과는 별다른 관계가 없으며 이 하천과 관련이 있는 지역은 세종특별자치시 조치원읍 일대이다.